# 陳冠明
陳冠明（1956年10月18日—2017年10月18日），江蘇铜山人，中國奧運會愛好者。他因從2001年11月18日到2008年7月11日期間單身一人騎單車駛遍中國八成以上的省份，以及獨自一人騎三輪車環遊世界觀看奧運會而成名。2017年10月18日，他在阿根廷遇上車禍過世，享壽61歲。

## 生平
1956年10月18日，陳冠明在江蘇省徐州銅山縣張陳鄉二陳村出生，他從小時熱愛體育，特別是馬拉松和騎單車，經常風雨不改地在早上4時起床跑20多公里。

### 環遊中國
2001年7月13日，北京申辦2008年夏季奧林匹克運動會成功後，他隨即買了三輪車，做了四個月接載乘客的生意。11月18日，他抱著宣傳「和平」和「環保」的目的，開始獨自一人騎單車環遊世界。雖然在出發前家裡人反對他的計劃，但沒有讓他打消念頭，他從家中不辭而別後以徐州為起點，先後騎單車去了南京、上海、浙江、江西、廣西、雲南、廣東、香港、澳門等地，期間亦經過中緬邊界、長江三峽、長白山、布達拉宮、舟曲縣、及壺口瀑布等景點，直到2008年8月到達了北京奧運開幕式主辦地北京國家體育場，前後總共行了將近65,500公里的路，一夜成名。

### 環遊世界
2008年奧運結束之後他一度回到徐州，隔年繼續出發，先後經過浙江杭州、福建廈門，2010年到訪世界博覽會，同年7月1日去到鄰近南友高速公路西南方出入口的友誼關出境到越南，在越南去過胡志明市後又去了柬埔寨金邊、泰國、緬甸、馬來西亞、新加坡、巴基斯坦、伊朗、土耳其、希臘雅典、意大利、法國等12個國家，最後於2012年坐船到英國倫敦觀看2012年夏季奧林匹克運動會。
2012年奧運結束後，陳冠明並沒有回去中國大陸，而是繼續騎單車環遊世界。2013年9月，他到達利物浦後坐船橫跨大西洋到加拿大哈利法斯，之後又經過安大略省多倫多和曼尼托巴省温尼辟、穿過落基山脈到卑詩省溫哥華，2015年3月26日到達美國加州三藩市，他在同年4至9月期間先後到達洛杉磯、紐約、華盛頓州華盛頓等城市，到達墨西哥之後經中美地峽跨過巴拿馬運河和安第斯山脈，最後到達巴西里約熱內盧州里約熱內盧觀看2016年夏季奧林匹克運動會。
2016年奧運結束之後，陳冠明以前往2020年夏季奧林匹克運動會為目標從里約熱內盧出發，2017年7月到達阿根廷密西安尼斯省波薩達斯，同年8月13日到達巴西和阿根廷的交界——伊瓜蘇瀑布。

## 過世
2017年10月，陳冠明打算繼續騎單車到火地群島坐船經過戴基海峽到南極洲，半路計劃直接去聖克魯斯省艾卡拉法第西南邊的皮里托莫雷諾冰川看景點，10月18號，他在國家3號高速公路聖胡利安港以南大概40公里的位置發生車禍，其三輪車被貨車撞毀，陳冠明第一時間被送往最近的醫院搶救，後來證實不治，享壽61歲。